# Geneva (Alabama)
Pour les articles homonymes, voir Geneva.
La ville  de Geneva est le siège du comté de Geneva, dans l’État de l’Alabama, aux États-Unis. Sa population s’élevait à 4 452 habitants lors du recensement de 2010, estimée à 4 365 habitants en 2017.
Geneva a été nommée en hommage à la ville suisse éponyme.

## Démographie
| 1870 | 1890 | 1900  | 1910 | 1920  | 1930  | 1940  | 1950  |
| ---- | ---- | ----- | ---- | ----- | ----- | ----- | ----- |
| 126  | 637  | 1 032 | 969  | 1 581 | 1 593 | 2 803 | 3 579 |

| 1960  | 1970  | 1980  | 1990  | 2000  | 2010  | - | - |
| ----- | ----- | ----- | ----- | ----- | ----- | - | - |
| 3 840 | 4 398 | 4 866 | 4 681 | 4 388 | 4 452 | - | - |

## Source
- (en) Cet article est partiellement ou en totalité issu de l’article de Wikipédia en anglais intitulé « Geneva, Alabama » (voir la liste des auteurs).

1. ↑  « Statistiques des États-Unis - Profils des communautés de 2010 - Geneva » (consulté en septembre 2020)